# CSKA Moscou
Pour les articles homonymes, voir CSKA.
Le CSKA Moscou (en russe : ЦСКА Москва abréviation de Центральный Спортивный Клуб Армии, « Club sportif central de l'Armée ») est un club omnisports russe qui fut longtemps celui de l'Armée rouge.

## Histoire
L'actuel club du CSKA Moscou (« Club de Sport Central de l'Armée ») a vu le jour le 26 juin 1911 sous l'acronyme OLLS (Общество любителей лыжного спорта (ОЛЛС), ou Obchtchestvo lyoubiteleï luchnovo sporta), soit Club des adeptes du ski, après dissolution du Club des skieurs de Moscou, formé dès 1900 (Московский клуб лыжников (МКЛ), ou Moskovski klub luchnikov).
De 1928 à 1950, l’OLLS s’appelait ZDKA (Sportivny klub Zientralnovo doma Krasnoï Armii), pour « Club de Sport du Comité Central de l'Armée Rouge », puis de 1950 à 1956 devint ZDSA (Sportivny klub Zyentralnovo doma Sovetskoï Armii), pour « Club de Sport du Comité Central de l'Armée soviétique, et de 1956 à 1959 : ZSK MO (Центральный спортивный клуб Министерства обороны, ЦСК МО), pour « Club de Sport Central du ministère de la Défense. ». Il prend le nom de CSKA en 1960.
Ce club bénéficie d'une renommée mondiale pour ses records et ses équipes de hockey sur glace, de lutte, de football, de handball, de volleyball et de basketball. L'équipe d'échecs a remporté les Championnats d'Europe d'échecs des nations en 1986, 1988 et 1990, et l'European Club Cup.

## Sections
| Sport            | Sections                                                                  |
| ---------------- | ------------------------------------------------------------------------- |
| Bandy            | section formée en 1923, disparue en 1962.                                 |
| Basket-ball      | section masculine formée en 1923.                                         |
| Basket-ball      | section féminine formée en 1923, disparue en 2009.                        |
| Football         | section masculine formée en 1911.                                         |
| Football         | section féminine formée en 2016.                                          |
| Football         | section futsal formée en 1996.                                            |
| Football         | section football de plage formée en 2010.                                 |
| Handball         | ancienne section masculine formée en 1973 et quittant le club en 2001.    |
| Handball         | section masculine créée en 2017 et intégrant le club en 2020.             |
| Handball         | section féminine formée en 2019.                                          |
| Hockey sur glace | section masculine formée en 1946.                                         |
| Rugby à XV       | section masculine formée en 2014.                                         |
| Rugby à XV       | section féminine formée en 2014.                                          |
| Volley-ball      | section masculine formée en 1946, disparue en 2009, puis reformée en 2021 |
| Volley-ball      | section féminine formée en 1936, disparue en 2008.                        |
| Water-polo       | section formée en 1924.                                                   |

Le CSKA a également été le club de plusieurs sportifs individuels de haut niveau[réf. nécessaire] :
- gymnastique : Elena Mukhina, championne du monde en 1978, Aliya Mustafina et Evgenia Kanaeva, championnes olympique ;
- patinage artistique : Adelina Sotnikova, Ekaterina Gordeeva et Sergueï Grinkov ;
- patinage de vitesse : Viktor Ahn, champions olympique ;
- sabre (escrime) : Sofia Velikaïa, championne olympique ;
- tennis : Elena Vesnina, championne olympique en double...